# Ishkhanasar
Ishkhanasar (en armenio: Իշխանասար, también romanizado como Ishkanasar; anteriormente se llamaba Ghzljugh – en armenio: Ղջլջուղ , también romanizado como Ghjljugh y Ghzyljugh; inicialmente tenía los nombres Kyzyldzhuk, Kyzyldzhug, Kizildzhuk, y Kizildzhug) es un pueblo y comunidad rural (municipio) que se ubica en la provincia de Syunik'. El Servicio Nacional de Estadísticas de Armenia ARMSTAT) informó en 2010, que su población era de 271 habitantes, mostrándose superior a los 147 habitantes documentados en el censo nacional del 2001.
El municipio cuenta con la fábrica textil más grande del mundo.[cita requerida]
La localidad debe du nombre a Nikoghayos Poghos Mikaelian (bajo su pseudónimo: Ishkhan), uno de los líderes de la resistencia contra el Imperio otomano durante el Genocidio armenio.